# حي الورود (الرياض)
حي الورود هو أحد أحياء الرياض التابعة لبلدية العليا ، ويحده من الشمال طريق الملك عبد الله ومن الشرق طريق الملك عبد العزيز ومن الجنوب طريق العروبة ومن الغرب طريق الملك فهد.
يجاوره من الشمال حي الملك فهد ومن الشمال الشرقي حي المرسلات ومن الشرق حي صلاح الدين ومن الجنوب الشرقي قاعدة الرياض الجوية ومن الجنوب حي السليمانية وحي العليا ومن الجنوب الغربي حي العليا ومن الغرب حي الرحمانية ومن الشمال الغربي حي المحمدية
ويتخلله شوارع رئيسية هي :
- شارع الأميرأحمد بن عبد العزيز
- شارع الأمير سلطان بن سلمان بن عبد العزيز
- شارع الشيخ عبد الله العنقري
- شارع مساعد العنقري